# La Pulga
La Pulga, considerado el primer videojuego original desarrollado en España, y conocido en Reino Unido como Bugaboo,  es un videojuego creado para la plataforma Sinclair ZX Spectrum en 1983  por el equipo de programadores extremeños Paco & Paco y producido por la empresa Indescomp. Fue distribuido primero en Reino Unido por Quicksilva bajo el nombre de Bugaboo (The Flea) y posteriormente en España por Investrónica como La Pulga. Tras su publicación en Inglaterra tuvo bastante éxito, colocándose n.º 1 en las listas de diversas revistas del sector. También fue portado a Commodore 64, Amstrad CPC y MSX. Otras distribuciones del juego fuera de España recibieron diversos nombres en diferentes idiomas (Booga-Boo the Flea, Roland in the Caves, Roland à Lascaux, Roland In Den Hohlen, The Flea, Boogaboo, Il Paese Incantato, etc). Su publicación, el año anterior al PEIN (Plan Electrónico e Informático Nacional), es el detonante para que se comience a hablar en el mundo del software español  y  marca el inicio oficial de la Edad de oro del software español. Los Premios Nacionales del Videojuego, otorgados por la Academia de las Artes y las Ciencias Interactivas de España, similares a los Premios Goya del cine, son también denominados Premios Pulga en honor a Bugaboo. Los autores, Paco Portalo y Paco Suárez, fueron reconocidos en 2021 por el Ministerio de Cultura con la Medalla de Oro al Mérito en las Bellas Artes, siendo esta la primera vez que se entrega este galardón a los desarrolladores de un videojuego.
El jugador, convenientemente sumergido en una aventura espacial mediante una novedosa secuencia cinemática, pasa a controlar una pulga que ha caído en el interior de una caverna de la que debe escapar.

## Desarrollo
El esbozo inicial del programa fue concebido en un Sinclair ZX81, como un ejemplo de trayectorias parabólicas, siendo posteriormente portado y finalizado en el ZX Spectrum por su autor Paco Suárez una vez se hubo sumado al desarrollo Paco Portalo, que ya llevaba un tiempo trabajando en simulación física con computadoras y con el que Suárez había colaborado en proyectos anteriores. Una de las principales aportaciones de Portalo fue la introducción al juego, que tuvo un impacto sorprendente en el Reino Unido, convirtiéndose de esta forma Bugaboo en uno de los primeros videojuegos a nivel mundial que contenían una cinemática en su desarrollo. En octubre de 1983 apareció la versión original para Sinclair ZX Spectrum firmada por Paco & Paco. Tras publicarse en UK y España, Paco Portalo se desliga del proyecto no participando en ninguna versión posterior. La versión para C-64 se lanzó a principios de 1984, producida por J. L. Domínguez y reprogramada para esta máquina por Pedro Ruiz, con gráficos de Ángel Domínguez y música de Félix Arribas, el que fuera componente de Los Pekenikes. Esta versión también fue publicada en EE. UU. por Quicksilva. La versión para Amstrad CPC apareció en junio de 1984, siendo programada por Paco Suárez, con gráficos de Juan José Redondo, y distribuida por Amsoft. La versión MSX apareció en 1986, siendo desarrollada por dos programadores británicos, Steve Haigh y Ann Haigh.

## Mecánica del juego
Existen numerosas versiones del juego, pero en casi todas ellas la acción se inicia con una animación mostrando a Bugaboo, una pequeña criatura con patas largas, saltando sobre un colorido planeta después de un aterrizaje forzoso, tras lo que cae en una cueva. En la versión original de Indescomp, unas pantallas previas de presentación explican que la pulga es la tripulante de la sonda espacial "Cebolla X7", que tras detectar formas de vida en un planeta del sector Almak-1 se dirige al mismo, tras lo que sufre un accidente al intentar aterrizar en el planeta.
El jugador debe tomar el control de la pulga, guiándola desde el fondo de la gruta hasta la parte superior, con el objetivo de alcanzar la salida.

## Recepción
Las opiniones sobre el videojuego publicadas en la época por la prensa especializada fueron en general muy buenas, así CRASH le concedió un 92%, Computer and Video Games le otorgó un 8/10 y lo consideró Game of the Month (juego del mes) y Personal Computer Games lo puntuó con 7/10. En enero de 1984 apareció como n.º 1 del TOP 20 de la revista Your Computer.
Otras revistas británicas que publicaron artículos sobre el videojuego fueron ZX Computing, Computer Choice, Games Computing, Your Spectrum, SinclairPrograms, Sinclair User y Home Computer Weekly. Esto provocó que el juego fuera número 1 en ventas en Reino Unido.
En 1985, dos años después de su publicación , Tony Hetherington  de la revista Computer Gamer incluía Bugaboo (The Flea) en The Spectrum Collection - 15 classic games that all Spectrum owners should have, junto a clásicos como Football Manager, Manic Miner, Ant Attack ...
En la actualidad son muchas las referencias y artículos que sigue generando Bugaboo. Retrogamer, revista especializada en el sector de los videojuegos clásicos, publicó en su número 91 el trabajo The Making Of - Bugaboo The Flea, firmado por Paul Drury.

## Otras versiones
En 1985 la revista electrónica Librería de Software distribuyó un juego claramente basado en este, con el mismo nombre y desarrollado por Eugenio Garrido Gómez.
En 1991 la compañía Opera Soft lanzó una segunda parte oficial llamada Poogaboo (La Pulga 2), realizada también por Paco Suárez, con portada de Alfonso Azpiri, gráficos de Carlos Díaz de Castro y música de Ángel Zaragaza. Apareció tanto para computadoras de 8 bits (ZX Spectrum, Amstrad CPC, etc) como de 16 bits (PC, Amiga, etc). La recepción del mismo, sin embargo, fue con diferencia mucho más modesta. Esta segunda parte fue de nuevo distribuida en 1994, dentro del Pack Opera 25.
Posteriores versiones son la de 2001 de Paul Robson (Boogaboo), para Windows, y la de 2002 de Paco Suárez, Punq, the Flea - La Pulga, videojuego freeware que usa las librerías Qt, para Windows y Linux, si bien las versiones originales fueron desarrolladas para PDA y J2ME. El programador húngaro Simon Czentnár publicó una nueva versión en 2007, llamada Booga-Boo.
En 2010 el videojuego recibió varios homenajes, por parte de la Feria Internacional de Ocio Interactivo (Gamelab) y de RetroEuskal'10 (celebrada al amparo de la Euskal Encounter). En 2011, uno de los autores originales (Paco Suárez) publicó una secuela llamada QQ#2 The Flea modernizada y desarrollada en su nuevo estudio Mandanga Games. Unos años más tarde, en 2014, fue publicado bajo el sello británico Psychotic Psoftware un nuevo remake, llamado Flix The Flea. 
En 2021 Paco Suárez y Ikigai Play lanzan The Flea Evolution para varias plataformas (Android, PC, switch) y supone un nuevo remake de la pulga.
En 2022 el estudio madrileño IKIGAI Play junto con Paco Suarez desarrollan la adaptación de la pulga original: The flea Evolution aparece con nuevas mecánicas y nuevos elementos de juego además de nuevos enemigos. En cuanto al salto parabólico se rediseño creando un nuevo salto predictivo. The flea Evolution apareció en versiones para pc, android, Mac, Linux y Nintendo Switch.

## Libro
La popularidad del juego dio lugar a la publicación en 2009 de un trabajo titulado  Bugaboo, un hito en la historia del software español, realizado por Francisco Portalo Calero y publicado por la Universidad de Extremadura.